# Desmond Parsons
O Honorável Desmond Edward Parsons FRAS (Londres, 13 de dezembro de 1910 - Zurique, 4 de julho de 1937) foi um aristocrata britânico, sinólogo amador e esteta, considerado "um dos homens mais magnéticos de sua geração". Ele teve uma amizade apaixonada com James Lees-Milne, foi o único e verdadeiro amor de Harold Acton e o amor não correspondido de Robert Byron.

## Biografia
Nascido em 13 de dezembro de 1910, era o terceiro filho de William Parsons, 5.º Conde de Rosse e Frances Lois Lister-Kaye (1882–1984), e o irmão mais novo de Michael Parsons, 6.º Conde de Rosse.
Ele estudou no Eton College, onde teve uma amizade apaixonada com James Lees-Milne. Parsons ingressou na Universidade de Oxford e depois na Real Academia Militar de Sandhurst.
Em 1934, Desmond Parsons, um linguista brilhante, foi à China para visitar seu amigo e possível amante, Harold Acton, que atuava como professor na Universidade de Pequim. De acordo com os amigos de Acton, Parsons foi o "único e verdadeiro amor de sua vida".
Na China, Parsons visitou as cavernas de Dun Huang. Ele removeu uma pintura de parede usando ferramentas e foi pego quando tentou levá-la em seu veículo. Ele foi libertado após a intervenção do governo britânico. Suas fotografias do local foram posteriormente adquiridas pelo Instituto Courtauld.

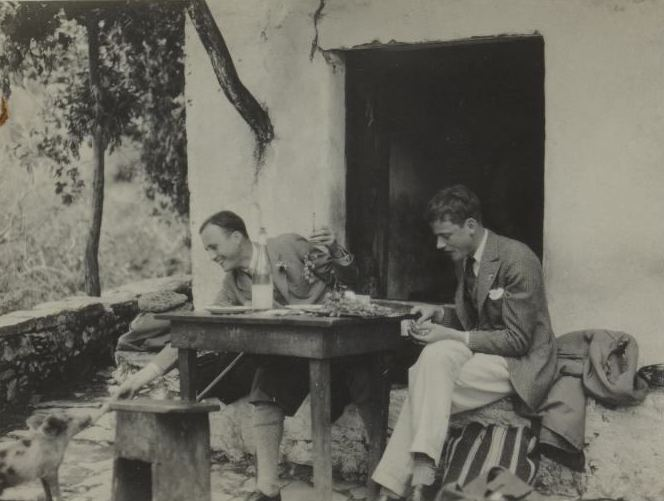
Robert Byron e Desmond Parsons na China

Parsons também foi o grande, mas não correspondido, amor de Robert Byron, um escritor de viagens. Em 1934, eles viveram juntos em Pequim, onde Parsons desenvolveu a linfoma de Hodgkin. Seu irmão, que o estava visitando, conseguiu trazer Parsons de volta para a Europa, onde ele morreu em 4 de julho de 1937. Byron morreu em 1941 quando o navio em que viajava foi atacado durante a Segunda Guerra Mundial.

## Legado
No início da Segunda Guerra Mundial, Acton enviou de volta ao Castelo de Birr a coleção de arte chinesa de Parsons. O jornal da Royal Asiatic Society, da qual ele se tornou membro residente no ano de sua morte, o homenageou com um obituário destacando sua "capacidade incomum de observação" e "fino instinto acadêmico", bem como "personalidade encantadora e honestidade transparente de propósito".